# Rotspitz
Rotspitz (doslovno crveni vrh) je planina u Lihtenštajnu, na granici sa Švicarskom, istočno od švicarskog grada Wartau. Nalazi se u lancu Rätikon u istočnim Alpama i doseže visinu od 2,127 metara.